# Львов, Богдан Юрьевич
Богдан Юрьевич Львов (укр. Богдан Юрійович Львов; род. 28 сентября 1967, Запорожье) — юрист, председатель Высшего хозяйственного суда Украины (15 апреля 2014 — 2017). Заслуженный юрист Украины.

## Карьера
В 1989 году окончил военно-юридический факультет Военный институт Министерства обороны СССР в Москве. В 2006 году — Киевский институт интеллектуальной собственности и права.
В 1989—1992 годах — начальник канцелярии военного трибунала Киевского военного округа.
В 1992—1998 годах — судья военного суда Киевского гарнизона.
В 1998—2001 годах — судья военного суда Центрального региона Украины.
В 2001—2004 годах — судья Киевского апелляционного хозяйственного суда.
С июля 2004 года — судья Высшего хозяйственного суда Украины. 15 апреля 2014 года назначен председателем Высшего хозяйственного суда Украины.
Имеет первый квалификационный класс судьи.
Член Комиссии по вопросам правовой реформы с 7 августа 2019 года.
С 5 октября 2022 года полномочия судьи Львова прекращены, из-за обнаруженного СБУ паспорта РФ, но 10 января 2024 года судья Алёна Кушнова восстановила его в должности судьи Верховного суда.

## Личная жизнь
Женат. Жена Инна Ровдо (Львова) родилась в Москве, имеет гражданство России. Дочь — Анна Львова.